# Кононов, Анатолий Леонидович
Анато́лий Леони́дович Ко́нонов (28 июня 1947, Москва — 15 августа 2022, Москва) — советский и российский учёный-правовед (специалист в области конституционного и уголовного права, криминологии, теории государства и права). Кандидат юридических наук (1986). Судья Конституционного суда Российской Федерации (1991—2010). Заслуженный юрист Российской Федерации.

## Биография

### Ранние годы
Родился 28 июня 1947 года в Москве.
В 1973 году окончил юридический факультет Московского государственного университета.
С 1965 года работал авиамехаником.
С 1966 по 1971 год — секретарь, судебный исполнитель в народных судах Ждановского и Волгоградского районов Москвы.
С 1971 по 1979 год работал следователем, старшим следователем прокуратуры Кировского района Москвы.
В 1979—1980 годах — юрисконсульт Министерства машиностроения для лёгкой и пищевой промышленности СССР.
С 1980 года — научный сотрудник Всесоюзного научно-исследовательского института проблем укрепления законности и правопорядка Прокуратуры СССР.
В 1979—1990 годах преподавал курс «Советское право» в Московском институте приборостроения.
В 1986 году во Всесоюзном институте по изучению причин и разработке мер предупреждения преступности под научным руководством доктора юридических наук, профессора В. В. Клочкова защитил диссертацию на соискание учёной степени кандидата юридических наук по теме «Взаимодействие личности преступника и ситуации неосторожного (дорожно-транспортного) преступления» (специальность 12.00.08 — уголовное право и криминология; исправительно-трудовое право).
Автор более 40 научных работ, в том числе по уголовному праву, криминологии, теории государства и права, конституционному правосудию.

### Политическая деятельность
С 1990 года — народный депутат РСФСР, член фракции «Демократическая Россия».

### Судья Конституционного Суда
С 30 октября 1991 года по 1 января 2010 года — судья Конституционного Суда Российской Федерации. Автор рекордного числа особых мнений, в том числе по делам:
- о роспуске КПСС в 1992 году;
- о понятии измены Родине в Уголовном кодексе[7] и о наведении конституционного порядка в Чечне в 1995 году[8]
- об обратной силе закона, улучшающего положение подсудимого, в 2001 году[9]
- о налоговых вычетах в 2004 году[10];
- об ОСАГО[11] и о порядке наделения полномочиями глав субъектов федерации в 2005 году[12];
- о местном самоуправлении в Кабардино-Балкарии в 2006 году[13];
- о праве лиц с двойным гражданством быть избранными в 2007 году[14];
- о статье 5 закона «О собраниях, митингах, демонстрациях, шествиях и пикетировании»[15];
- о жалобе Н. Морарь на положения закона «О порядке выезда из Российской Федерации и въезда в Российскую Федерацию»[16] и Михаила Ходорковского на ряд положений УК РФ[17] в 2009 году. В 2017 году все особые мнения Кононова были изданы отдельной книгой[18]

### Конфликт в КС и отставка
Конфликт в КС возник в 2009 году из-за интервью судьи Ярославцева — тот заявил испанской газете El Pais, что «в России правят органы безопасности, как в советские времена» и признался, что «чувствует себя на руинах правосудия». После этого коллеги обвинили Ярославцева в нарушении Кодекса судейской этики и закона «О статусе судей», отказав ему в доверии и рекомендовав взять самоотвод. Кононов, в свою очередь, заявил, что «Ярославцева в лучших традициях высекли на пленуме». Он также назвал «крайне недемократичным и неуважительным к КС» принятый тем летом закон, согласно которому главу КС и его замов стал назначать Совет Федерации по представлению президента, в то время как ранее их избирали судьи. Кононов был единственным, кто поддержал коллегу внутри КС и публично — в интервью под заголовком «Независимых судей в России нет».
В итоге Ярославцев лишился поста в Совете судей РФ, но остался судьёй, а Кононову, чьи особые мнения давно вызывали недовольство в КС, «рекомендовали» подать в отставку. 2 декабря 2009 года судья Кононов написал заявление об отставке с 1 января 2010 года по собственному желанию. По официальной версии считается, что Кононов покинул пост добровольно, в связи с состоянием здоровья.
Умер 15 августа 2022 года. Похоронен на Никольском кладбище в городе Балашиха.

## Личная жизнь
Был женат, отец двух дочерей.

## Награды
- Премия Московской Хельсинкской группы за отстаивание прав человека в суде (2010)[22].